# 我的刺猬女孩
《我的刺蝟女孩》，是一部2020年中国大陆校園青春勵志劇，此劇講述了少年少女們歷經時光蛻變成長的青春故事。该剧由李逸男、莊達菲、何澤遠、王銳、鄭妙等演员主演。

## 演员列表

### 主要演员
| 演员   | 角色   | 介绍 |
| 李逸男 | 吳景昊 | 三年七班班長。十年前是個很慫的男孩，因為馬俊濤的欺凌而想二度自殺，但都被韓菲遇見並勸繼續活下去，然而韓菲之後突然去世，導致他十年以來一直在想這事，一直念著韓菲，直到一次到韓菲父親店中撿到韓菲日記並看見韓菲的身影，追尋過去進了一道門，回到了十年前。 時空穿越後的他一直很關心韓菲的所有事，追尋當年她的死因，後來發現洪圖南跟自己一樣，都是回來救韓菲，因此得知韓菲可能有性命之憂，所以他決定在原本韓菲去世之日將她留在身邊，韓菲因為洪圖南病危的消息趕去醫院，他跟過去，兩人原已站在馬路對面相視，卻突遭車禍，昏迷十年。 因為韓菲回到十年前，這次兩人都沒事並雙雙成為了醫生。 喜歡韓菲。韓菲的男友 |
| 莊達菲 | 韓菲   | 與白振宇、洪圖南為好友，三人稱為「三劍俠」。十年前因三年七班三人組跟吳景昊而離開燒烤店，再返回時遭車禍而重傷昏迷，後來加上因為與白振宇、洪圖南三人照被公開，白振宇粉絲鬧事，導致她在數日後正式死亡。 因為洪圖南跟吳景昊的時空穿越，改變了原本的死亡，但代替了她出車禍的是吳景昊，他因此昏迷十年仍未醒。 一次到父親店中發生了與吳景昊當初穿越前一樣的情況從而返回十年前，這次兩人都沒事並雙雙成為了醫生。 喜歡吳景昊。吳景昊的女友 |
| 何澤遠 | 白振宇 | 與韓菲、洪圖南為好友，三人稱為「三劍俠」。偶像歌手。喜歡韓菲。 |
| 王銳   | 張凡   | 三年七班學生。膽小怕事，吳景昊的好友，喜歡吳怡怡，後與其結婚。 |
| 鄭妙   | 莫小貝 | 三年七班宣傳委員。喜歡偶像白振宇，韓菲朋友，原喜歡張凡，後喜歡馬俊濤並成為戀人關係。 |

### 三年七班
| 演员   | 角色       | 介绍 |
| 任道成 | 藥老師     | 三年七班班主任，任化學老師。由於三年七班學生總是闖禍，學校因此打算之後不與其續約，這激起了三年七班學生的團體精神，在運動會取得班第一，這才保住了他的工作。與語文老師有曖昧。                                                                                       |
| 劉威龍 | 馬俊濤     | 三年七班三人組之首。與另外兩人欺負十年前的吳景昊，原本是他在燒烤店逼吳景昊去叫韓菲跟洪圖南讓位，導致二人離開店鋪再返回時韓菲遭車禍。十年後的吳景昊不再怯懦，從而逐漸擺脫被欺凌的情況，經過藥老師事件，二人變成普通同學關係，再無欺凌問題。後與莫小貝成為戀人關係。 |
| 宫正晔 | 陆首扬     | 三年七班三人組。 |
| 刘明   | 陈斌       | 三年七班三人組。 |
| 谢瑶   | 王楚彤     | 三年七班学生，韩菲前同桌。 |
| 李晓倩 | 倪婷       | 三年七班学生。 |
| 趙俊豪 | 好教導主任 | 三年七班數學好老師。為人嚴格，總是說三年七班的問題和教导。 |

### 其他演员
| 演员     | 角色   | 介绍 |
| 鄭曉婉   | 吳母   | 吳景昊母親。 |
| 余昊洋   | 吳怡怡 | 吳景昊姐姐，曾為張凡的美術老師，後喜歡上張凡，並與其結婚。 |
| 于心灵   | 洪图南 | 與白振宇、韓菲為好友，三人稱為「三劍俠」。與韓菲去吃燒烤發生意外，重度燒傷至昏迷多月。實際上是時空穿越回來救韓菲。後來因為白振宇的三人照弄丟，剛從昏迷中醒來不久的她因被白振宇粉絲到醫院鬧事而再度陷入病危。喜歡白振宇。 |
| 安冬     | 狄老師 | 語文老師。 |
| 楊雅歆然 | 校醫   | 保健室校醫。 |
| 牟凤彬   | 韩卫   | 韓菲父親。 |
| 程也晴   | Cindy  | 白振宇經紀人。 |

## 网络剧歌曲
| 曲序 | 曲目                   |        | 作曲   | 演唱者 |
| ---- | ---------------------- | ------ | ------ | ------ |
| 1.   | 我的刺猬女孩（主题曲） | 庄达菲 | 庄达菲 | 庄达菲 |
| 2.   | 青春留白（推广曲）     | 晓川   | 赖伟锋 | 黄榕生 |
| 3.   | 最勇敢的事（宣傳曲）   | 张傑   | 张傑   | 龚言脩 |
| 4.   | 回憶複習指南（插曲）   | 晓川   | 赖伟锋 | 赖伟锋 |
| 5.   | 一杯牛奶（插曲）       | 詭辯士 | 宋宸宇 | 何泽远 |
| 6.   | 最想說的話（插曲）     | 冉語優 | 劉笑塵 | 赖伟锋 |